# Giurgița
Giurgiţa é uma comuna romena localizada no distrito de Dolj, na região de Oltênia. A comuna possui uma área de 73.50 km² e sua população era de 3128 habitantes segundo o censo de 2007.